# Bergrath (Bad Münstereifel)
Bergrath is een plaats in de Duitse gemeente Bad Münstereifel, deelstaat Noordrijn-Westfalen.